# ابن غطوس
ابن غطوس (؟ - 610 هـ، ؟ - 1213م)، محمد بن عبد الله بن محمد بن علي بن مفرج بن سهل الأنصاري، خطاط أندلسي ذو خبرة ومهارة في كتابة المصحف، وُلِدَ في بلنسية واشتهر بكتابة المصاحف وتذهيبها بطريقة جميلة، تعلم الخط من أبيه وأخيه الأكبر، فأتقن طريقتهما وجودها، ثم عاهد نفسه ألا يكتب غير المصاحف فانقطع لنسخها وتذهيبها. كان يكتب عناوين السور مذهبة بالخط الكوفي الأندلسي المسوّر، أما آياتها فكان يكتبها بالخط الأندلسي اللين بمداد بني، ويستخدم ألوانًا محددة للشكل والنقط؛ فالشدّ والجزم بالأزرق اللازوردي وإشارات التشكيل الأخرى بالأحمر، والهمزة بلون أصفر برتقالي أو أخضر. وكانت له غرفة ينقطع بها لكتابة المصاحف لا يدخلها أحد من أهله، وقد بلغ درجة عالية في ذلك، فانفرد في زمنه بالرئاسة. وتبارى الملوك والخاصة في اقتناء المصاحف التي كان يخطها، ولم يكن يهبها إلا مقابل مائتي دينار للنسخة.
كان عالمًا فاضلاً خيراً صالحاً متقنا، يحكى أنه باع مصحفا به خطأ لرجل قصده من بلد بعيد، وعندما تذكر ذلك سافر إلى ذلك الرجل فأصلح الخطأ وعاد. ترك عددا كبيرا من المصاحف، ويقال أنه كتب ألف مصحف، وهذه مبالغة تدل على انقطاعه لكتابة المصاحف. توفي في بلنسية ودفن فيها سنة عشر وستمائة هجرية.